# Regine Pirschel
Regine Pirschel (* 9. April 1942) ist eine deutsche Übersetzerin.

## Leben
Regine Pirschel absolvierte ein Studium der nordischen Sprachen mit  dem Schwerpunkt Finnisch an der Universität Greifswald. Anschließend war sie als freiberufliche Dolmetscherin tätig. Seit den 1970er Jahren übersetzt sie belletristische Texte aus dem Finnischen. Regine Pirschel lebt in Rostock.

## Übersetzungen
- Anna-Leena Härkönen: Der traurige Skorpion, Berlin 1989
- Matti Yrjänä Joensuu: Der Sohn des Polizisten, Berlin 1988
- Daniel Katz: Der himmlische Spaziergang des Mikko Papiross, Rostock 1975
- Daniel Katz: Der Tod des Orvar Klein, Rostock 1979
- Aleksis Kivi: Bierfahrt nach Schleusingen, Rostock 2000
- Veijo Meri: Erzählungen, Berlin 1984 (übersetzt zusammen mit Peter Uhlmann)
- Marja-Leena Mikkola: Amalia, die Bärin, Berlin 1983
- Harri Nykänen: Raid und der Brandstifter, Dortmund 2003
- Harri Nykänen: Raid und der dicke Mann, Dortmund 2006
- Harri Nykänen: Raid und der dumme Junge, Dortmund 2005
- Harri Nykänen: Raid und der Legionär, Dortmund 2004
- Harri Nykänen: Schwärzer als ein schwarzes Schaf, Dortmund 2002
- Harri Nykänen: Ariel – Mord vor Jom Kippur, Dortmund 2009
- Aulikki Oksanen: Alle diese kultivierten Verbrechen, Rostock 1981
- Aulikki Oksanen: Die große Schwester und der kleine Bruder, Rostock 1976
- Arto Paasilinna: Adams Pech, die Welt zu retten, Bergisch Gladbach 2007
- Arto Paasilinna: Ein Bär im Betstuhl, Bergisch Gladbach 2005
- Arto Paasilinna: Ein Elefant im Mückenland, Bergisch Gladbach 2006
- Arto Paasilinna: Die Giftköchin, München 1998
- Arto Paasilinna: Heißes Blut, kalte Nerven. Bergisch Gladbach 2015
- Arto Paasilinna: Der heulende Müller, München 1999
- Arto Paasilinna: Im Jenseits ist die Hölle los, Bergisch Gladbach 2004
- Arto Paasilinna: Im Wald der gehenkten Füchse, München 2000
- Arto Paasilinna: Das Jahr des Hasen, Berlin 1993
- Arto Paasilinna: Der liebe Gott macht blau, Bergisch Gladbach 2008
- Arto Paasilinna: Der Mann mit den schönen Füßen, Bergisch Gladbach 2014
- Arto Paasilinna: Nördlich des Weltuntergangs, Bergisch Gladbach 2003
- Arto Paasilinna: Die Rache des glücklichen Mannes, Bergisch Gladbach 2002
- Arto Paasilinna: Schutzengel mit ohne Flügel. Bergisch Gladbach 2011
- Arto Paasilinna: Der Sommer der lachenden Kühe, Bergisch Gladbach 2001
- Arto Paasilinna: Vom Himmel in die Traufe. Bergisch Gladbach 2010
- Arto Paasilinna: Vorstandssitzung im Paradies, Bergisch Gladbach 2004
- Arto Paasilinna: Der wunderbare Massenselbstmord, Bergisch Gladbach 2002
- Arto Paasilinna: Zehn zärtliche Kratzbürsten, Bergisch Gladbach 2008
- Arto Paasilinna: Die wundersame Reise einer finnischen Gebetsmühle, Bergisch Gladbach 2012
- Arto Paasilinna: Weltretten für Anfänger, Bergisch Gladbach 2016
- Arto Paasilinna: Für eine schlechte Überraschung gut, Köln 2020
- Outi Pakkanen: Aus dem Spiel, Dortmund 2003
- Outi Pakkanen: Macbeth ist tot, Dortmund 2001
- Outi Pakkanen: Party killer, Dortmund 2002
- Outi Pakkanen: Der rote Sessel, Dortmund 2006
- Kirsti Paltto: Zeichen der Zerstörung, Mannheim 1997
- Juhani Seppovaara: Unter dem Himmel Ostberlins, Berlin 2008
- Satu Taskinen: Der perfekte Schweinsbraten, Berlin, Transit Buchverlag 2013
- Satu Taskinen: Die Kathedrale, Salzburg/Wien, Residenz Verlag, 2015
- Hella Wuolijoki: Und ich war nicht Gefangene, Rostock 1987